# Club Atlético Central Córdoba (Tucumán)
El Club Atlético Central Córdoba es un club deportivo argentino fundado el 18 de septiembre de 1914 en la ciudad de San Miguel de Tucumán de la provincia de Tucumán. El club tiene como actividades el básquet, vóley, natación entre otros. Pero durante el mayor tiempo de su historia, el club tuvo como actividad principal al fútbol. Esta afiliado a la Liga Tucumana de Fútbol.
Su recinto deportivo se ubica en la Avenida Alem 790. Sus colores son el azul y el rojo.
Es uno de los clubes más ganadores de Tucumán y uno de los pioneros de la práctica del fútbol, en la provincia. Fue cuna de cracks que brillaron en el fútbol tucumano y en el fútbol nacional.
También fue pionero de la práctica de básquet en la provincia, comenzó la práctica en 1927 y fue fundador de la Federación Tucumana de Basketball en 1929.

## Historia

### Fundación y primeros pasos
El 18 de septiembre de 1914 nacía en el edificio de la estación del Ferrocarril Central Córdoba el Club Atlético Central Córdoba.
Miguel Perez Turner, quién fue primer presidente, Antonio Brisco, Humberto Baralo, Andrés Sedeño, Juan B Trejo, Delfino Legkeshown, Aparicio Gutierrez, Abel Quinteros, Crescencio Cordero, Heriberto Barrios y Juan Sicilio, todos empleados del Ferrocarril, fueron los que firmaron acta de fundación. 
Central Córdoba empezó a disputar partidos de manera oficial desde 1915, en la llamada Liga Tucumana de Football.  

### Federación Tucumana y primer Campeonato Anual
En 1928 se suma a la Federación Tucumana y participa en la categoría de ascenso de la Federación Tucumana. En 1929 obtiene el ascenso al derrotar a Obras Sanitarias, en la cancha de Central Norte. Así el club remodeló sus instalaciones para poder recibir los partidos de Primera División y en el año 1931 daría el batacazo al coronarse campeón del Anual, con un gran equipo que contaba con grandes figuras, entre ellas la de Demetrio Conidares era la más importante. En esta, el club, vería nacer grandes figuras, como la de Santiago Michal.

### Época Dorada
Central Cordoba debió esperar 17 años para volver a hacerse con un nuevo campeonato, en 1948, título que sería el primero de tres en 5 años, algo que solamente habían hecho los equipos más importantes del fútbol tucumano, Atlético y San Martín. En 1950 y 1952 logró consagrarse campeón, jugando un gran fútbol y colocándose como uno de los clubes más ganadores de la provincia.

### Post época dorada
Después el campeonato anual de 1952, Central Córdoba solo ganaría la copa de competencia 56 y la copa de honor 64.

## Sedes e infraestructuras
A lo largo de su historia, Club Atlético Central Córdoba tuvo diferentes recintos deportivos.

### Ferrocarril Central Córdoba
Central Córdoba inició la práctica de las actividades deportivas en un predio que pertenecía al Ferrocarril Central Córdoba, que fue alquilado anualmente por el club. Este se ubicaba en la manzana entre las calles Alberdi, Bernabe Araoz, Rondeau y Avenida Roca. En este lugar se realizaba la práctica de básquet, bochas y fútbol 

### Gimnasio Saenz Peña
En 1934 las autoridades del Ferrocarril Central Córdoba le informó al club que debía desocupar el predio. Entonces los socios se pusieron manos a la obra para conseguir dinero, realizando distintas actividades. Por otro lado una comisión directiva, liderada por Alfredo Gonzales, gestionó ante el gobierno provincial, la sesion del Gimnasio Saenz Peña por 10 años. Este estaba ubicado entre las calles San Luis, Avenida Alem, Bolivar y Rondeau. En el año 1951 el club le solicitó al futuro gobernador tucumano Fernando Pedro Riera la sesión definitiva de las instalaciones, algo que el mandatario aceptó. Esto entusiasmó a los directivos del club para realizar diferentes reformas para mejorar el predio, entre ella la inauguración de la primera tribuna de cemento en el año 1953.

### Actualidad
El Estadio del Club Atlético Central Córdoba se encuentra ubicado donde era el Gimnasio Saenz Peña. Y en el se realizaron diversas obras, como el Natatorio climatizado en el año 1995 y su ampliación en el año 2013.

## Colores
Los colores del club variaron a lo largo de los años.
En sus primeros años los colores elegidos fueron la camiseta blanca, con detalles verdes, y pantalon blanco.
A partir del ascenso a Primera División de la Liga Tucumana de Football, en el año 1920, su uniforme cambió a camiseta azul y amarilla y pantalón blanco.
La llegada a la Federación Tucumana determinó otro cambio de uniforme, ya que el club utilizaba pantalones blancos, con camisa a bastones azul y amarilla y esto coincidía con la camiseta de San Pablo, los socios votaron entonces por el de camisa azul con cuellos y puños rojos, colores que a su vez eran los representativos del Ferrocarril Central Cordoba, estos se mantienen hasta la actualidad.

## Palmarés
| Torneos locales oficiales                                 | Torneos locales oficiales |
| Competición                                               | Títulos                   |
| --------------------------------------------------------- | ------------------------- |
| Campeonato Anual (4)                                      | 1931, 1948, 1950, 1952.   |
| Torneo de Competencia de la Liga Tucumana de Football (1) | 1921                      |
| Honor - FTF (3)                                           | 1932, 1948, 1964.         |
| Absoluto - FTF (1)                                        | 1948.                     |
| Competencia - FTF (2)                                     | 1930, 1956.               |